# أورليان لواريت
أورليان لواريت (بالفرنسية: Orleans Loiret) هو فريق كرة سلة فرنسي تأسس في 1993 يقع في أورليان، فرنسا. يلعب في الدوري الفرنسي لكرة السلة الدرجة الأولى (فاز به مرة واحدة) وفاز أيضا بكأس فرنسا لكرة السلة مرة واحدة.

## وصلات خارجية
- الموقع الإلكتروني